# احمدآباد قرانطه
احمدآباد قرانطه یک منطقهٔ مسکونی در ایران است که در دهستان حکیم‌آباد واقع شده‌است.